# Crystallodytes pauciradiatus
Crystallodytes pauciradiatus är en fiskart som beskrevs av Nelson och Randall, 1985. Crystallodytes pauciradiatus ingår i släktet Crystallodytes och familjen Creediidae. Inga underarter finns listade i Catalogue of Life.